# Muralla de Játiva

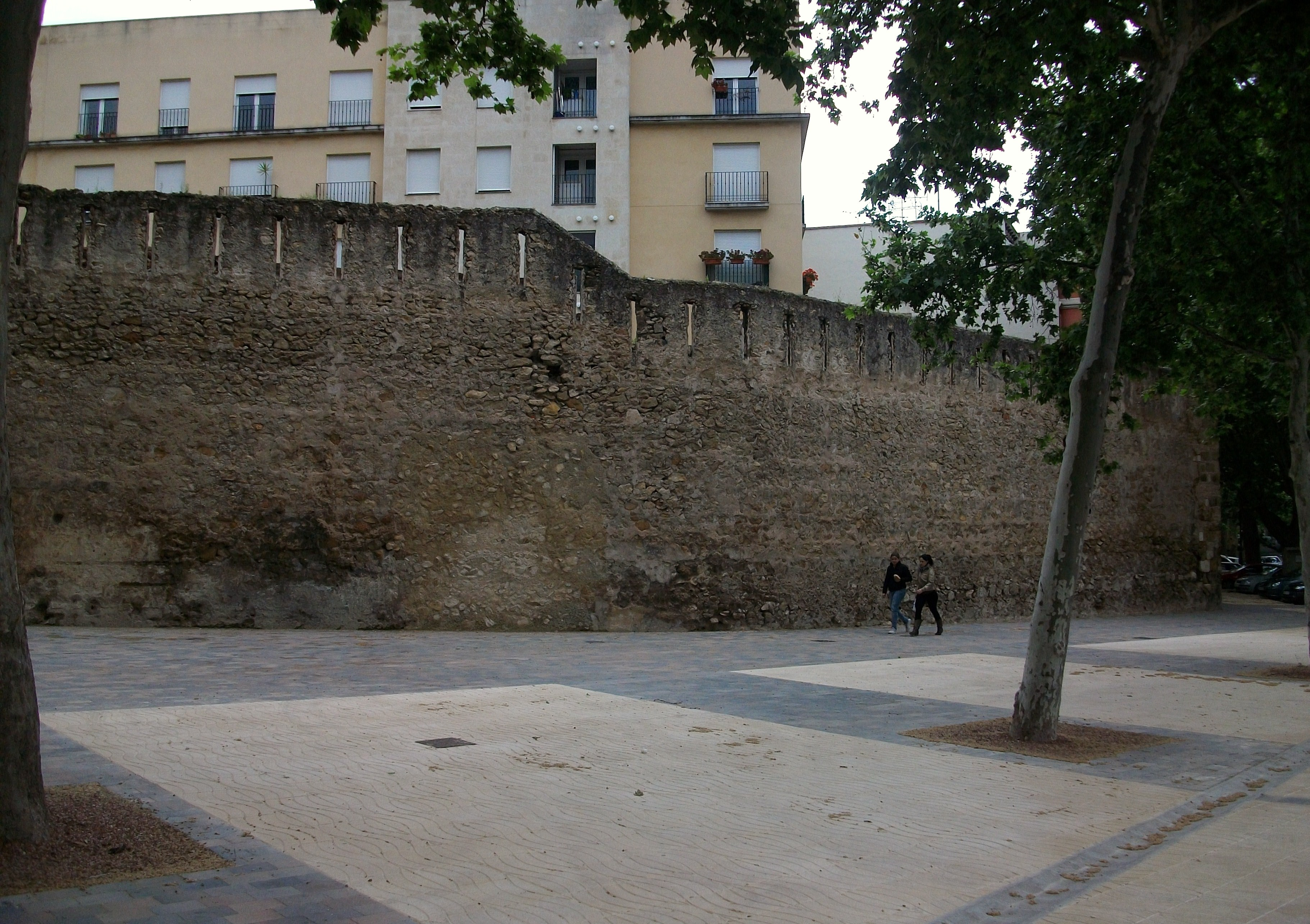
Muralla urbana de Játiva en la avenida de Selgas

El trazado originario del recinto amurallado de Játiva (provincia de Valencia, España) data del siglo XI, fue reformada a finales del siglo XII y comienzos del XIII, y restaurada en el siglo XVI.

## Descripción
Las partes más antiguas de la muralla están fechadas en el siglo XI, fueron reformadas y mejoradas tras la Reconquista, en los siglos XII y XIII, y modificadas de nuevo en el siglo XVI. A finales del siglo XIX y bien entrado el siglo XX, sus tramos más urbanos fueron demolidos para ampliar la ciudad.
Dentro del casco urbano todavía se conservan tres tramos, dos de ellos de unos 100 metros cada uno situados al final de la avenida de Selgas y en el interior del Jardín del Beso y otro de unos 30 metros situado en el centro de la ciudad actual a escasos metros de la Fuente del León y el ayuntamiento. Además conserva también las murallas que se encuentran sobre las lomas que dominan la ciudad, accesibles desde la pujada al castell (subida al castillo) en su tramo oeste y desde el carrer Sant Pasqual (calle San Pascual) en su tramo este.